# Концертный зал Маклецкого
Конце́ртный зал И.З. Макле́цкого — концертный зал на 400 мест в Екатеринбурге. Расположен в музыкальном училище им. Чайковского. Считается лучшим камерным концертным залом России по акустическим параметрам.

## История возникновения и деятельности
Большой концертный зал построен в 1900 году на средства директора местного филиала Сибирского банка Ильи Маклецкого. С момента открытия в зале проходили концерты классической, духовной музыки, а также театральные постановки. После смерти Маклецкого в 1902 году зал стал принадлежать его сыну и двум дочерям. После 1906 года А. Е. Обухов дооборудует зал в том числе для показа кинофильмов.
В 1912 году зал выкупает П. Д. Соломирский с целью сделать в здании музей УОЛЕ. Но после небольшого ремонта передает здание в ведение
Екатеринбургского отделения Императорского русского музыкального общества.
В 1912 году на базе зала Маклецкого открылись музыкальные классы Императорского русского музыкального общества, позднее они были переименованы в музыкальное училище.
Постепенно зал Маклецкого стал известным далеко за пределами Екатеринбурга. В советское время здесь выступали Дмитрий Шостакович, Сергей Прокофьев, Давид Ойстрах и Генрих Нейгауз. Уже в нашем столетии[когда?]

 здесь выступал оркестр русских народных инструментов Свердловской государственной детской филармонии под руководством В. К. и Л. А. Волоховых. Музыкантов привлекает уникальная акустика зала, секрет которой не разгадан до сих пор. Опытные звукоинженеры, работавшие на реставрации, постарались, насколько это возможно, восстановить звуковое своеобразие зала.
Реконструировался с 1990 по 2004 год. После реконструкции открыт 23 ноября 2004 года.
По заключению комиссии, в которую вошли эксперты и звукорежиссёры, по акустическим характеристикам этот зал не имеет равных в России. Есть гипотеза, что качество акустики определяется чугунными несущими колоннами и резонирующим деревянным подвесным потолком.